# مرقد أبو بكر الشبلي
مرقد  أبو بكر الشبلي وهو مبنى شيد على قبر الزاهد الصوفي دلف بن جعفر بن يونس المعروف باسم أبو بكر الشبلي ويعتبر من آثار العراق القديمة التي بنيت من عهد الدولة العباسية، وتم تشييدهُ من مادة الطين واللبن، ثم تم إعادة بنائه وترميمه في عام 2012 من قبل ديوان الوقف السني في العراق فبني من الطابوق ولهُ قبة كبيرة مزركشة، ويقع وسط مقبرة الخيزران خلف جامع الإمام الأعظم، وأبو بكر الشبلي ولد في سامراء عام 247 هـ/861م، وكان أبوه من رجال دار الخلافة في سامراء، وهو تركي الأصل من قرية شبلية من أعمال أشروسنة، وعاش ونشأ في بغداد وأشتهر بالعبادة والزهد، ويوجد قبر ثاني في نفس المبنى يعود إلى خادمهِ الشيخ هادي.
قال عنهُ المؤرخ وليد الأعظمي في كتابهِ أعيان الزمان وجيران النعمان: (ولقد توفي الشيخ أبو بكر الشبلي ليلة السبت 27 ذو الحجة 334 هـ/ 30 تموز 946م، ودفن ضحى في مقبرة الخيزران، وقبره ظاهر يزار وعليه قبة، ودفن إلى جواره بعض طلابه ومحبيه).